# Ені'лу

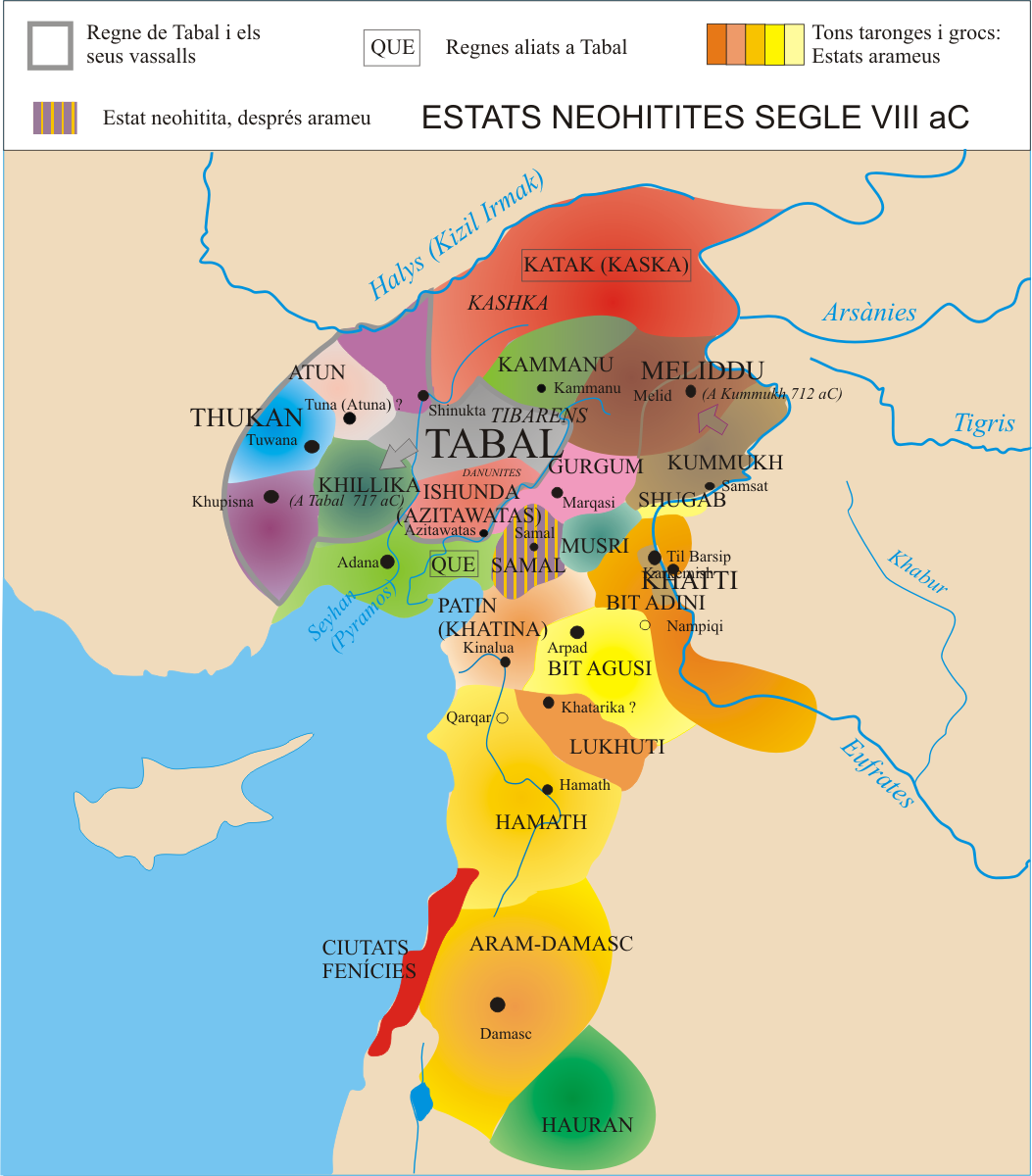
Стародавня Сирія у VIII столітті до н. е.

Держави Палестини у кінці ІХ ст.

Ені'лу (Ені-ілу) (д/н — бл. 732 до н. е.) — цар Хамату в 738—732 роках до н. е.

## Життєпис
Походив з Арамейської династії. Про батьків обмаль відомостей. Також є суперечливою роль Ені'лу під час повстання Заккура II, царя Хамата і Лу'аша, проти Ассирії. Поразка останнього близько 738 року до н. е. призвела до того, що на трон Хамату було посаджено Ені'лу, а Лу'аш, найпевніше, з північними містами було приєднано до ассирійських володінь.
Через деякий час Ені'лу став готуватися до нового спротиву Ассирії. Для цього залагодив тривалий конфлікт з Арамом, який вели його попередники. було укладено антиассирійський союз з царем Резоном II. До коаліції також приєдналися: 
- Пеках, цар Ізраїлю,
- Шенеп, цар Аммону,
- Хірам II, цар Тіру і Сідону,
- Ганнон, цар Гази і гегемон усіх філістимлян,
- Малік-рамму, цар Едому.

У 734 року до н. е. ассирійський цар Тіглатпаласар III раптовим і швидким ударом атакував союзників. Ймовірно, вони не встигли зібрати єдине військо, тому кожен бився окремо. Пройшовши Хамат ассирійці перемогли ізраїльтян і філістимлян. Потім атакували Тір і Сідон. Наступним кроком став наступ на Хамат. Ені'лу було повалено, і напевно, страчено. На трон Хамату було посаджено Яубіді, який вимушений був платити данину.